# Scyllarides nodifer
Scyllarides nodifer är en kräftdjursart som först beskrevs av William Stimpson 1866.  Scyllarides nodifer ingår i släktet Scyllarides och familjen Scyllaridae. IUCN kategoriserar arten globalt som livskraftig. Inga underarter finns listade i Catalogue of Life.

## Bildgalleri

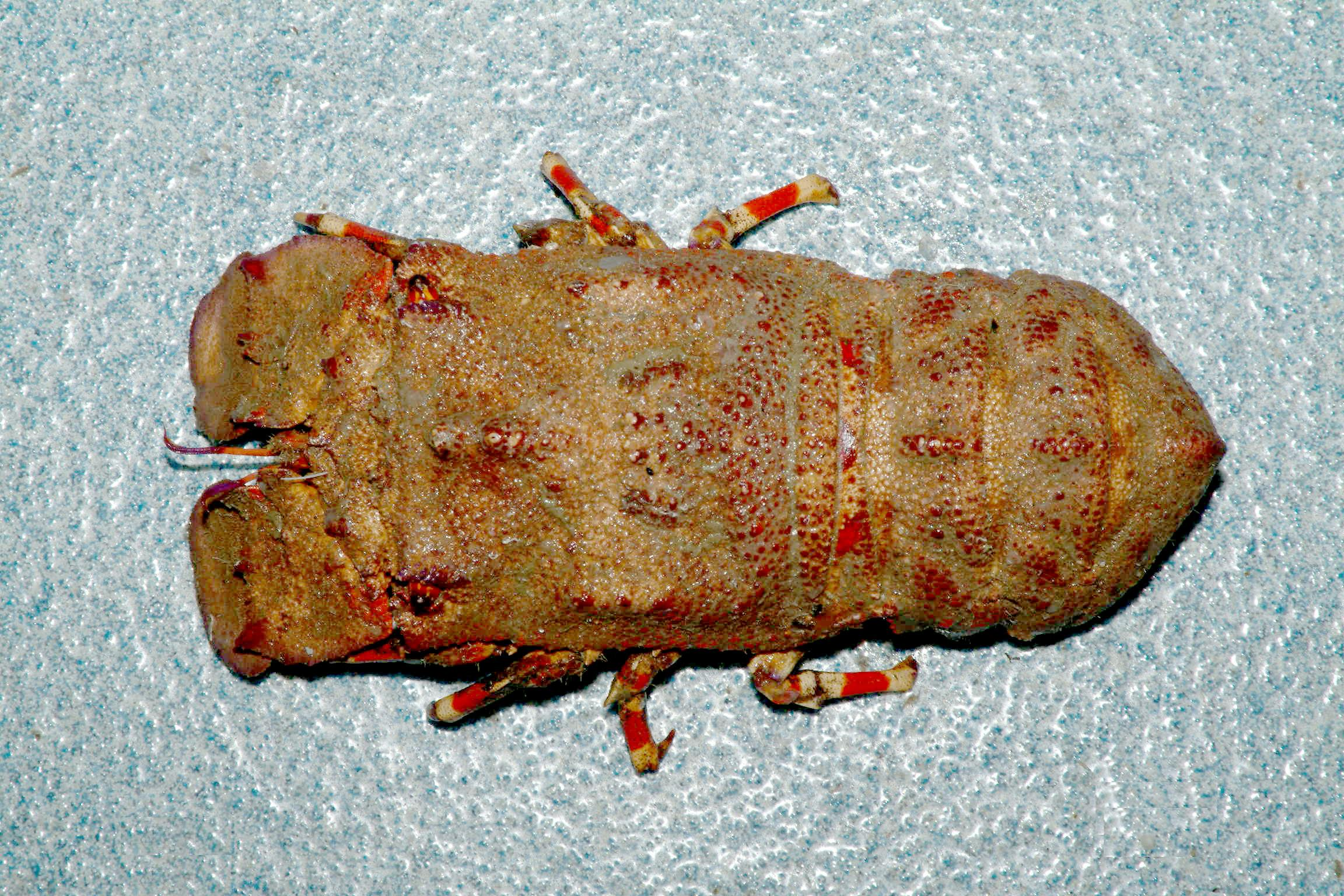
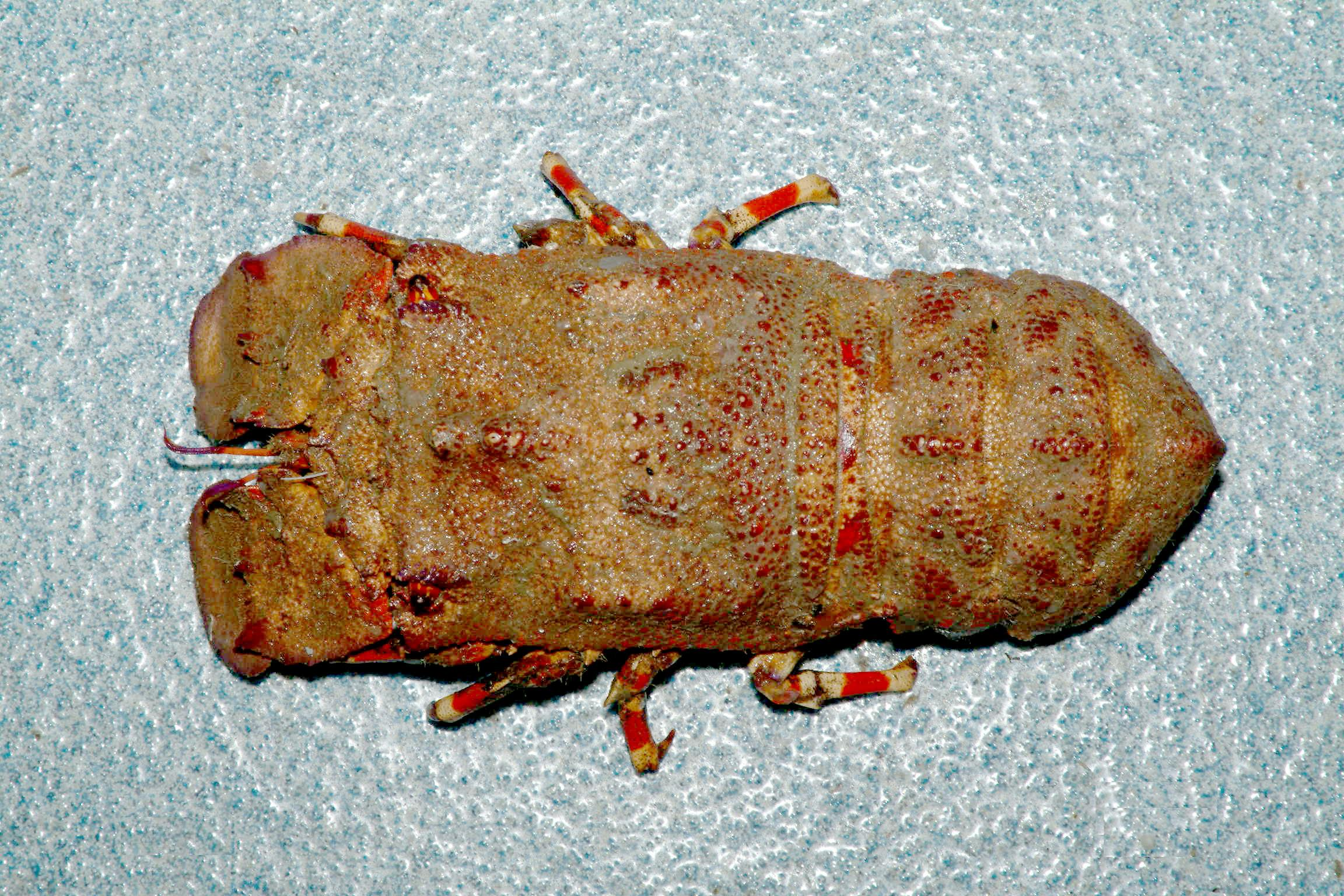